# Pipeta

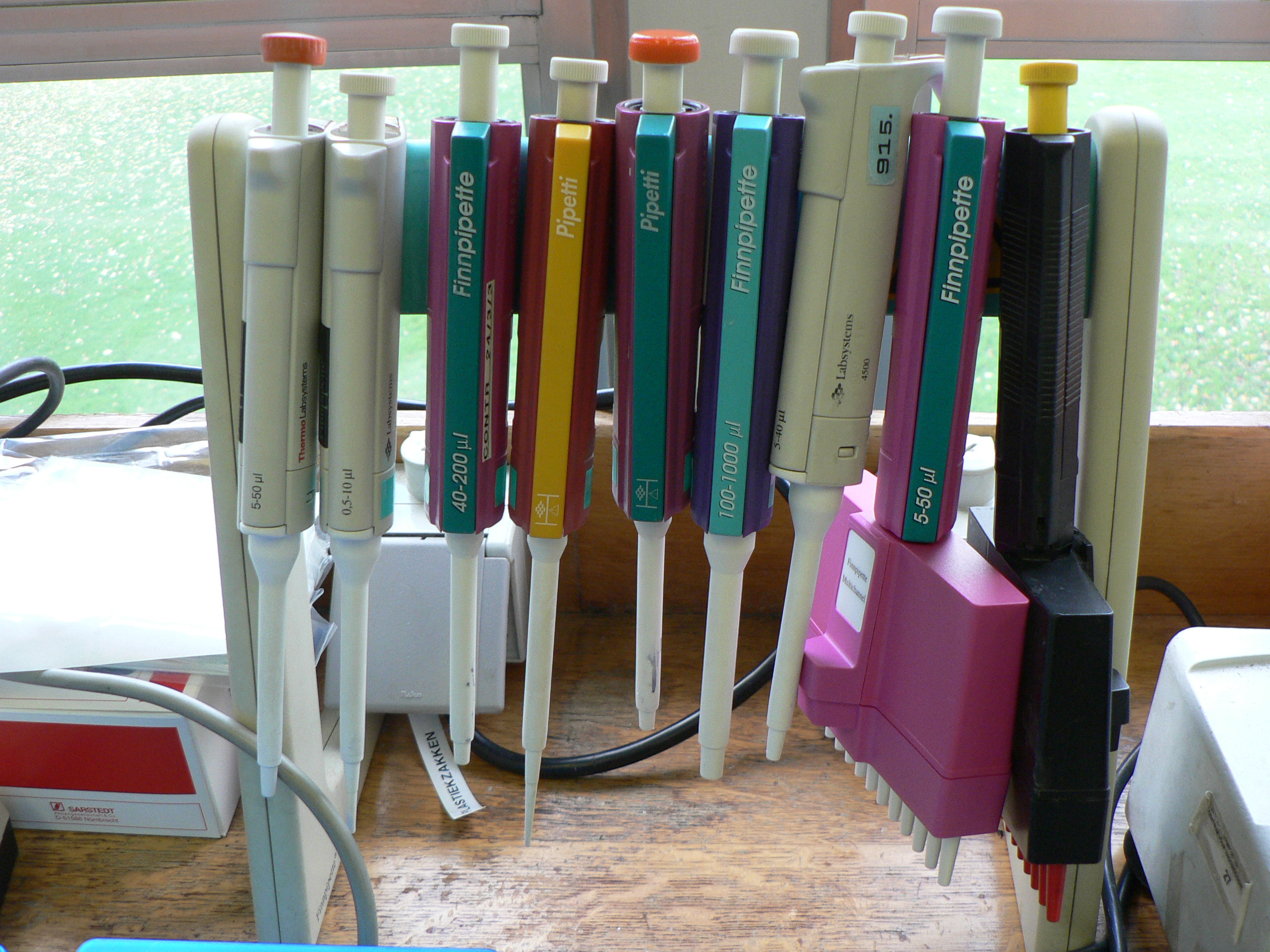
sada automatických pipet

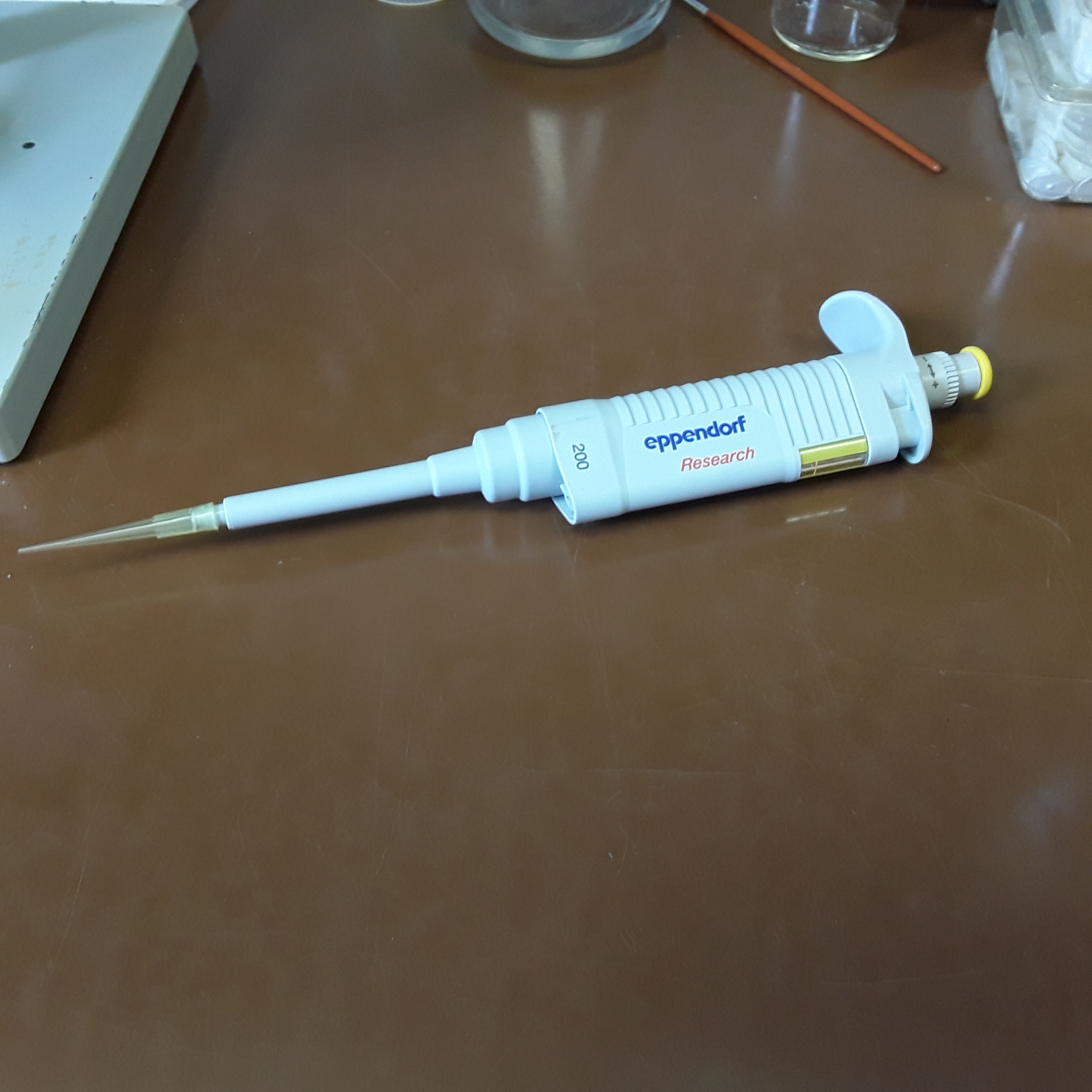
automatická pipeta

Pipeta je laboratorní nástroj sloužící k přesnému odměřování objemů kapalin.
Klasické skleněné pipety se vyrábějí v objemech jednotek až 100 mililitrů, existují i mikropipety určené pro zlomky mililitrů. Pipety se rozlišují na nedělené (umožňující odměřit jeden stanovený objem) a dělené (rovnoměrně kalibrované po celé délce a umožňující odměření rozdílných objemů). Vzhledem ke konstrukci jsou nedělené pipety přesnější.
Obecně jsou pipety přesnější než odměrné válce či kádinky. To je dáno velkým poměrem výšky a průměru pipety, kdy se stejná chyba v odečtení menisku projeví v podstatně menším objemu. Dále je na pipetách mnohem jemnější kresba rysek než na odměrných válcích či kádinkách.
Dle laboratorních zásad se veškeré látky nasávají výhradně pomocí balónku nebo pístového nástavce. Dříve se mnoho látek pipetovalo ústy, což mělo za následek v nejlepším případě znečištění vzorku slinami, v nejhorším pak poleptání úst.
V současnosti se pro rutinní práci používají automatické pipety (viz obrázek), kdy je objem určen zdvihem pístu, a tedy není nutnou jej odčítat. Další výhodou je, že kapalina se nasává do „špičky“, což je oddělitelný plastový kónus připevněný na konec pipety, který se nevymývá, nýbrž po použití vyhazuje.